# Бобрич (Саксония)
Бобрич (нем. Bobritzsch) — расформированная коммуна в Германии, в земле Саксония, входила в район Средняя Саксония.
Население составляет 4530 человек (на 31 декабря 2010 года). Занимает площадь 49,7 км².

## История
Коммуна была образована 1 марта 1994 года, и в её состав вошли деревни:
- Наундорф (нем. Naundorf);
- Нидербобрич (нем. Niederbobritzsch);
- Обербобрич (нем. Oberbobritzsch);
- Сора (нем. Sohra).

1 января 2012 года, после проведённых реформ, коммуны Бобрич и Хильберсдорф были объединены, а входившие в их состав населённые пункты, стали частью новой коммуны Бобрич-Хильберсдорф.